# Charmandros
Charmandros  (griechisch: Χάρμανδρος, deutsch auch Charmander) war ein griechischer Mathematiker der Antike. Seine Lebensdaten sind unbekannt.
Charmandros verfasste ein Buch über ebene Örter, das nicht überliefert ist, lediglich der spätantike Schriftsteller Pappos teilt drei Sätze vom Anfang dieses Buches mit.
Seneca berichtet, dass ein Chamandros ein Buch über Kometen verfasst habe, in dem er eine astronomische Beobachtung des Anaxagoras mitteilt. Ob beide Personen identisch sind, ist unbekannt.